# منزل راحمي
منزل راحمي (بالفارسية: خانه راحمی) هو منزل تاريخي يعود إلى عصر القاجاريون، ويقع في شيراز.